# 千田 (江東區)
千田（日语：／ Senda */?）是東京都江東區的地名。郵遞區號135-0013。

## 地理
東京都江東區的中央，屬深川地域。北鄰扇橋，東接海邊，南連千石，西通石島。町域中央有南北向的四目通穿越。四目通旁有江東公園。

## 歷史
江戶時代的垃圾埋立地。享保8年（1723年）由近江屋庄兵衛與井籠屋萬藏花費2年的時間進行開發，以近江屋的名字「千田」命名為千田新田。
1968年（昭和43年）實施住居表示，改稱千田。

### 地名由來
以開發此地的近江屋庄兵衛的苗字「千田」命名。

## 交通

### 巴士
- 東京都交通局

### 道路
- 東京都道465號深川吾嬬線（四目通）

## 設施
- 江東區千田福祉會館
- 江東千田郵便局
- 江東區立千田保育園
- 光明寺
- 宇迦八幡宮 - 內有石造六角寶塔（貞享2年落款）。

## 備註
1. ↑  江東区の世帯と人口（住民基本台帳による） 区民部区民課 平成25年8月1日現在[永久]

## 外部連結
- 江東區官方網站（页面存档备份，存于）